# Ere di Myst V: End of Ages
Ciò che segue è un elenco delle Ere visitate nel videogioco Myst V: End of Ages.

## K'veer e il Grande Pozzo
K'veer, la vecchia casa di Atrus a D'ni, e il Grande Pozzo che compaiono nel gioco non sono altro che due posti situati nell'Era di D'ni, il pianeta Terra.

Vedi Era di D'ni per una descrizione di questi luoghi.

## Direbo
| Geografia:  | un'enorme caverna con alcuni piccoli corsi d'acqua                                        |
| Flora:      | strane piante tonde su lunghe canne, erba                                                 |
| Fauna:      | alcune lucciole                                                                           |
| Abitanti:   | nessuno; una volta usata come giardino dagli D'ni, poi visitata occasionalmente dai Bahro |
| Scritta da: | ?                                                                                         |

Direbo è una piccola Era un tempo usata dagli D'ni come posto di svago, e ora disabitata. Sono presenti alcuni ponticelli per superare i piccoli corsi d'acqua che vi si trovano. Dopo la Caduta degli D'ni, la zona è stata occupata dai Bahro, che vi hanno installato alcune Bolle di collegamento, che custodiscono le tavolette-chiave del linguaggio dei Bahro, e che permettono di accedere alle Ere occupate dai Bahro.

L'accesso all'Era è assicurato da alcuni libri di collegamento che portano alle Eder Tomahn, le stazioni di sosta lungo il percorso del Grande Pozzo, su D'ni.

## Tahgira
| Geografia:  | un mondo ghiacciato dal terreno innevato, grotte di ghiaccio, e immensi iceberg che galleggiano nell'oceano |
| Flora:      | alcuni funghi giganteschi                                                                                   |
| Fauna:      | alcuni batteri                                                                                              |
| Abitanti:   | Bahro; una volta, prigionieri degli D'ni                                                                    |
| Scritta da: | ? |

Tahgira, una terra desolata e coperta di neve, fu scritta come Era-prigione. Qui venivano mandati i peggiori criminali D'ni per trascorrere il resto delle loro vite; le loro tombe sono ancora presenti su una delle isole ghiacciate che compongono l'Era. I prigionieri confinati a Taghira furono capaci di costruire un complesso sistema per riscaldare parte dell'Era, cosa che attira anche alcune colonie di strani batteri sensibili a questi cambiamenti di temperatura.
Abbandonata dagli D'ni dopo la caduta, l'Era è stata occupata dai Bahro, che ne hanno fatto una delle quattro Ere chiave da esplorare per sbloccare la tavola che racchiude il loro potere. Verosimilmente, hanno scelto l'Era di Tahgira per mostrare la crudeltà del trattamento dei prigionieri da parte degli D'ni a chi volesse intraprendere il viaggio per avere la tavola.

## Todelmer
| Geografia:  | alte creste di roccia che si stagliano sul paesaggio sottostante |
| Flora:      | erba                                                             |
| Fauna:      | nessuna                                                          |
| Abitanti:   | Bahro; una volta, scienziati D'ni                                |
| Scritta da: | ?                                                                |

Era astronomica da cui gli D'ni studiavano i cieli, Todelmer è un complesso osservatorio costruito sugli imponenti pilastri naturali di roccia che si stagliano alti sopra la superficie del pianeta. Un sistema simile ad una funivia collega i due osservatori maggiori, che contengono i comandi per manovrare i grandi telescopi dell'Era. Un enorme pianeta inanellato di color grigio-azzurro è visibile in cielo, che per il resto non conosce mai la luce di un sole, e mostra sempre un nero stellato. Orbitante tra gli anelli del pianeta si trova una delle basi D'ni da cui essi potevano controllare le Ere. Le apparecchiature sono ancora in gran parte utilizzabili.

Ormai abbandonata dagli D'ni, i Bahro ne hanno fatto una delle Ere che custodiscono la loro tavola, forse per mostrare a chi vuole ottenerla la potenza e il controllo che gli D'ni avevano sui loro mondi.

## Noloben
| Geografia:  | una piccola isola con un altipiano al centro, una spiaggia intorno, e un sistema di caverne; circondata da altre isole minori |
| Flora:      | erba alta |
| Fauna:      | serpenti e uccelli marini |
| Abitanti:   | Esher e alcuni Bahro |
| Scritta da: | ? |

L'Era di Noloben si presenta come un'isola con una spiaggia sabbiosa e un altopiano centrale, circondata da altre isole minori. Qui Esher, un archivista D'ni, si è rifugiato dopo la Caduta della civiltà D'ni, e per anni ha studiato i poteri dei Bahro.

Nel suo rifugio, costruito all'interno del sistema di caverne sotto l'altipiano, ha tenuto in gabbia e studiato queste creature, e ha imparato dei loro poteri di collegamento, delle loro tavolette, e del controllo che la grande tavola ha su di loro. Per evitare che i Bahro entrassero nel suo laboratorio, Esher ha scoperto che basta loro mostrare il disegno di un serpente, animale di cui hanno estrema paura.

Il viaggio attraverso quest'Era mostra a chi vuole impossessarsi della tavola la crudeltà e la bramosia di potere dei singoli D'ni.
Il nome di questa Era interno a Cyan era "Siralehn". Comunque, il progetto dell'Era era basato su immagini che circolavano nella comunità dei fan da anni di un'Era chiamata "Noloben", prevista per un'introduzione futura in Uru Live, e Cyan decise di mantenere questo nome per l'edizione definitiva del gioco.

## Laki'ahn
| Geografia:  | un'isola sabbiosa con numerosi grossi massi, circondata da piccole isole e mare a perdita d'occhio |
| Flora:      | erba, palme                                                                                        |
| Fauna:      | Laki (un tipo di grosso pesce), alcuni piccoli uccelli                                             |
| Abitanti:   | Bahro; una volta, abitata dai Kresh e dagli D'ni                                                   |
| Scritta da: | ?                                                                                                  |

Laki'ahn è una grande e piatta isola sabbiosa, caratterizzata dalla presenza di alte rocce arrotondate e palme; la principale fonte di energia dell'Era è il forte vento che di tanto in tanto soffia per l'isola. Abitata originariamente dai Kresh, al tempo dell'impero D'ni vi furono costruiti un sistema di gabbie ed una grande arena usate per estrarre dall'Era la sua risorsa più preziosa: la gemme rosse. Queste pietre, molto valutate nell'economia D'ni, si trovano dentro lo stomaco dei grandi pesci laki, animale da cui l'Era ha preso il nome. I laki venivano catturati, e quindi venivano allestiti nell'arena dei combattimenti tra i laki e i Kresh, per il divertimento degli spettatori D'ni. Le gemme, estratte dai cadaveri delle creature, venivano portate all'edificio del commercio e spedite verosimilmente verso D'ni.

La scelta di quest'Era da parte dei Bahro per custodire la loro tavola mostra a chi vuole impossessarsene la spietatezza della civiltà D'ni nel suo complesso.

## Myst
In uno dei finali alternativi è possibile giungere sull'Era di Myst, la vecchia casa di Atrus, attraverso il vecchio libro di collegamento lasciato da Atrus su K'veer. L'isola è in decadenza dopo secoli di abbandono: i macchinari non funzionano più, le piante sono spoglie, e un cielo grigio sovrasta l'Era. Tutti i libri di Atrus non sono più nella biblioteca, e non è presente alcun modo di abbandonare l'Era, se non collegandosi senza libri, un potere che il giocatore non possiede.
Per una descrizione di Myst quando era ancora abitata si veda Ere di Myst.

## Releeshan
Releeshahn è l'Era scritta da Atrus per accogliere i sopravvissuti D'ni dopo la Caduta della Città.

Nel finale vittorioso, i giocatori possono giungere su Releeshan, ma non possono esplorarlo attivamente.

Per maggiori dettagli, vedi Releeshan.